# Cakewalk

Alcuni ballerini eseguono un cakewalk (1903)

Il cakewalk, anche riportato con la grafia cake-walk e cake walk, è una danza nata a cavallo fra la fine dell'Ottocento e l'inizio del Novecento nelle comunità afroamericane. Il cakewalk ha un andamento vivace, e si distingue per il ritmo binario con formule sincopate.
Il cakewalk nacque fra gli schiavi neri per parodiare l'eleganza dei balli da sala dei bianchi, e si diffuse nel contesto del music-hall del sud degli USA.
Il nome cakewalk deriva dal fatto che esso venisse danzato nel contesto di tornei che, in genere, avevano in palio una torta (cake in inglese) come primo premio.
Il cakewalk ispirò altri balli basati sui ritmi del jazz e il ragtime; Claude Debussy fu affascinato dal nuovo ritmo e compose, ispirandosi al cakewalk, l'ultimo brano della suite Children's Corner, Golliwogs’ cake walk , il breve pezzo Le petit nègre e Général Lavine -  eccentric, nel secondo libro dei Préludes.